# Birth of Treasure
「Birth of Treasure」（バース・オブ・トレジャー）は、2007年8月29日にリリースした韓国人歌手・Kの、日本で8枚目のシングル。

## 収録曲
1. Birth of Treasure [5:02]
作詞：K・土井まどか、作曲：DOITOKI、編曲：華原大輔
  - 「山崎製パン」CMソング
2. TRUST ME [4:22]
作詞：K・西寺郷太、作曲・編曲：K・福原将宜
3. To Be With You [4:01]
作詞・作曲：David Grahame・Eric Martin、編曲：Dive-E Productions
4. Birth of Treasure（less vocal）